# شپشک‌های بی‌افکنه
شپشک‌های بی‌افکنه (نام علمی: Conchaspididae) نام یک تیره از بالاخانواده شپشک است.